# Monika Simančíková
Monika Simančíková (* 14. August 1995 in Piešťany) ist eine ehemalige slowakische Eiskunstläuferin.

## Leben
Monika Simančíková kam als Tochter einer Eiskunstläuferin in Piešťany zur Welt. In ihrer Geburtsstadt absolvierte sie ihre schulische Ausbildung am Gymnázium Pierra de Coubertina.

## Karriere
Monika Simančíková kam durch ihre Mutter bereits im Alter von drei Jahren zum Eiskunstlaufen und startete später für den TJ AKO Piešťany aus ihrer Geburtsstadt. Während ihrer Karriere wurde sie von Vladimir Dvojnikov in der Slowakei und Karel Fajfr in Oberstdorf trainiert. Nachdem sie in der Saison 2010/11 slowakische Junioren-Meisterin im Eisschnelllauf wurde, vertrat sie die Slowakei 2011 bei den Eiskunstlauf-Juniorenweltmeisterschaften in der südkoreanischen Stadt Gangneung und belegte dort den 18. Platz. In der darauffolgenden Saison startete sie bei den Three Nationals Championship 2012, welche am 15. Dezember 2011 im tschechischen Ostrava ausgetragen wurde. Mit einem Ergebnis von 135,38 Punkten sicherte sie sich dort den Sieg und dadurch auch ihre erste und einzige slowakische Meisterschaft im Erwachsenenbereich. In der Folge dürfte sie die Slowakei bei den Europameisterschaften 2012 im englischen Sheffield vertreten und erreichte dort nach dem 14. Platz im Kurzprogramm die Kür, wo sie den 12. Platz belegte. Insgesamt beendete sie den Wettkampf auf den 14. Platz.
In der Saison 2012/13 verzichtete Monika Simančíková auf einen Start bei den Three Nationals Championship, vertrat die Slowakei aber sowohl bei den Europameisterschaften 2013 in der kroatischen Hauptstadt Zagreb als auch bei den Weltmeisterschaften 2013 in der kanadischen Stadt London. Während sie bei den Europameisterschaften den 15. Platz erzielte, erreichte sie bei den Weltmeisterschaften den 17. Platz. Zudem konnte sie in London. sowohl im Kurzprogramm mit 51,18 Punkten als auch in der Kür mit 97,84 Punkten jeweils die besten Performances ihrer Karriere zeigen. Mit ihrer Leistung sicherte sie der Slowakei zudem einen Quotenplatz bei den Olympischen Winterspielen 2014. Nach längeren Diskussionen und Umentscheidenden entschied das Slovenský olympijský výbor nicht sie, sondern Nicole Rajičová für die Olympischen Spiele in Sotschi zu nominieren. In der Folge beendete sie 2014 ihre Karriere und konzentrierte sich auf ihr Studium.